# Alfred Frank Millidge
Alfred Frank Millidge, genannt Frank, (* 7. Januar 1914 in Newport, Isle of Wight; † 16. April 2012) war ein britischer Arachnologe. Er war tätig am American Museum of Natural History.
Er ist vor allem durch sein Standardwerk British Spiders mit George Hazelwood Locket bekannt. Von ihm stammen über 100 Erstbeschreibungen von Arten und auch eine Reihe von Spinnenarten ist nach ihm benannt. Er war Spezialist für die Familie der Baldachinspinnen (Linyphiidae).

## Schriften
- mit G. H. Locket: British Spiders, Ray Society, 3 Bände, 1951, 1953, 1973 (Band 3 zusätzlich mit Peter Merrett)